# Anuk Steffen
Anuk Steffen est une actrice suisse née le 19 décembre 2004, à Coire.
Elle est connue principalement pour avoir joué le rôle de Heidi dans le film Heidi d'Alain Gsponer sorti en 2015.

## Biographie
Anuk Steffen a poursuivi des études à l'école primaire de Coire dans les Grisons en février 2016.
En 2015, elle joue le rôle titre dans l'adaptation littéraire du classique Heidi réalisée par Alain Gsponer, en compagnie de l'acteur zurichois Bruno Ganz et du Grison Quirin Agrippi,.

## Filmographie
- 2015 : Heidi[5]
- 2016 : Heidi chez le bruiteur (court métrage)[6]
- 2019 : Pig Heart (court métrage)[7]